# 山田楓
山田楓（日语：／ Yamada Kaede；2005年12月20日—），藝名楓（： Kaede），是韩国流行音乐女歌手，现为女子团体tripleS的成员之一。

## 演藝經歷
山田楓出生於日本富山縣富山市，13歲成為日本雜誌《 Nico☆Petit》的專屬模特，這是她進入時尚圈的起點。隨著時間的推移，她在2020年結束了與《 Nico☆Petit》的合作後，轉為擔任日本時尚品牌Lindiha和LIZ LISA的模特，逐漸累積了更多的經驗和知名度。
2022年10月底，日本的K-pop練習生學院Fancy Academy透露，他們的兩名學生通過了韓國經紀公司Modhaus的選拔，並於當年夏天飛往韓國。隨後揭曉其中一位合格者就是楓。
到了2022年11月，山田楓以tripleS第九名成員的身份正式亮相。2023年2月13日，她與tripleS的其他成員一同推出了首張EP《ASSEMBLE》，這也標誌著她正式以歌手的身份出道。同年8月，她加入了組合的第三個小分隊LOVElution，並隨著這個小分隊發行了EP《LOVElution》。該EP收錄了包括主打曲《Girls' Capitalism》在內的多首歌曲，這些歌曲反映了生活在資本主義社會中的少女們對未來的渴望和真實想法。
在2023年9月24日，山田楓隨LOVElution小分隊展開了名為“Authentic”的世界巡迴演唱會。2024年1月15日，她加入了tripleS的第六個小分隊Aria，並隨隊發行了單曲《Aria》。隨後，她也參與了tripleS的24人團體綜藝節目《Strong Girl：徽章戰爭2》的錄製，該節目於2024年5月24日在YouTube首播。